# Eric Isenburger
Eric Isenburger (* 17. Mai 1902 in Frankfurt am Main; † 26. März 1994 in New York City) war ein Maler deutsch-jüdischer Herkunft, der ab 1933 in Frankreich und ab 1941 in den USA lebte.

## Leben
Eric Isenburger besuchte etwa zwischen 1912 und 1920 die Musterschule (Realgymnasium) in Frankfurt am Main. 1920 nahm er ein Kunststudium an der Frankfurter Kunsthochschule auf; gleichzeitig war er in der Frankfurter Kunstgewerbeschule eingeschrieben und war Schüler in der Grafikklasse von Franz Karl Delavilla. Nach einer ausgedehnten Italienreise bis nach Rom machte Isenburger im Jahre 1925 seinen Studienabschluss an der Kunstgewerbeschule. Nach seinem Umzug nach Barcelona hatte er sein erstes eigenes Atelier und studierte an der Academía dellas Bellas Artes.
Am 5. Dezember 1927 heiratete Isenburger in Warschau Anna Jula Elenbogen.
1928 folgte ein Umzug nach Wien, wo er eine Atelierwohnung am Spittelauer Platz nahm. In dieser Zeit war Isenburger als freischaffender Künstler und Bühnengestalter tätig. 1929 unternahm er eine Reise nach Südfrankreich.
Nach dem Selbstmord seiner Mutter 1931 und der darauf folgenden Erbschaft entschieden sich Jula und Eric Isenburger, nach Berlin zu gehen und sich in der Paulsbornerstraße ein eigenes Atelier einrichten zu lassen. Sie reisten an die italienische Riviera.
Zwischen Januar und März 1933, nach kleineren Gruppenausstellungen, erhielt Isenburger in der Galerie Wolfgang Gurlitt seine erste Einzelausstellung. Nach dem Reichstagsbrand und einer Feme-Rezension in einer nationalsozialistischen Zeitschrift über Isenburgers „entartete, jüdische Kunst“ riet Gurlitt den Isenburgers, Deutschland zu verlassen und vorerst nach Paris zu gehen. In den Jahren 1933 bis 1934 geriet Isenburger nach dem Umzug nach Paris in eine Schaffenskrise. Er experimentierte mit der Abstraktion und dem Surrealismus und arbeitete vornehmlich auf Papier und Pergament. Mit älteren Arbeiten nahm er am Salon d’Automne 1933 und Salon de Printemps 1934 teil.
Im Juni 1934 folgte eine Teilnahme an der Emigrantenausstellung in Parsons’ Galleries, London. Im Januar 1935 hatte Isenburger eine erste erfolgreiche Ausstellung in der "Galerie Moderne" in Stockholm. Knappe finanzielle Mittel zwangen die Isenburgers 1935, den Sommer in Nizza zu verbringen, wohin sie 1937 endgültig zogen.
Zwischen Dezember 1936 und Januar 1937 folgte eine zweite erfolgreiche Ausstellung in der Galerie Moderne.
Um 1938 zogen die Isenburgers nach Grasse in einen gepachteten Bauernhof, der künftig ihre Existenzgrundlage bildete.
In den Jahren 1939 bis 1940 wurde der Künstler als deutscher Immigrant in Les Milles und später in St. Nicolas interniert; in dieser Zeit entstanden zahlreiche Zeichnungen seiner Mitgefangenen. Im September 1940 floh Isenburger und wartete in Nizza auf eine Ausreisemöglichkeit.
1941 traf Isenburger in Cagnes-sur-Mer auf Pierre Bonnard; ihm wurde ein Visum für die USA erteilt, und er reiste im März unter Mithilfe des Emergency Rescue Committees über Spanien und Lissabon aus.
Im selben Jahr folgte eine erste, erfolgreiche Einzelausstellung in der Knoedler Gallery in New York, der bis 1962 weitere acht folgten.
Ab 1956 war Isenburger Associate Member (ANA) der National Academy of Design in New York, wurde ein Jahr darauf zum Mitglied (NA) gewählt und übte dort bis 1980 eine Lehrtätigkeit aus.
Im Juni 1962 hatte Isenburger wieder eine Einzelausstellung in der Galerie Wolfgang Gurlitt in München.
Zwischen den 1950er und 1980er Jahren fertigte er auf zahlreichen Reisen, vor allem nach Südeuropa, Skizzen, Zeichnungen und Pastellen an, die später oft als Vorlagen für Ölgemälde dienten.

## Ausstellungen
- Eric und Jula Isenburger. Von Frankfurt nach New York. Museum Giersch der Goethe-Universität, Frankfurt am Main 2017. Katalog.